# Hoblovka

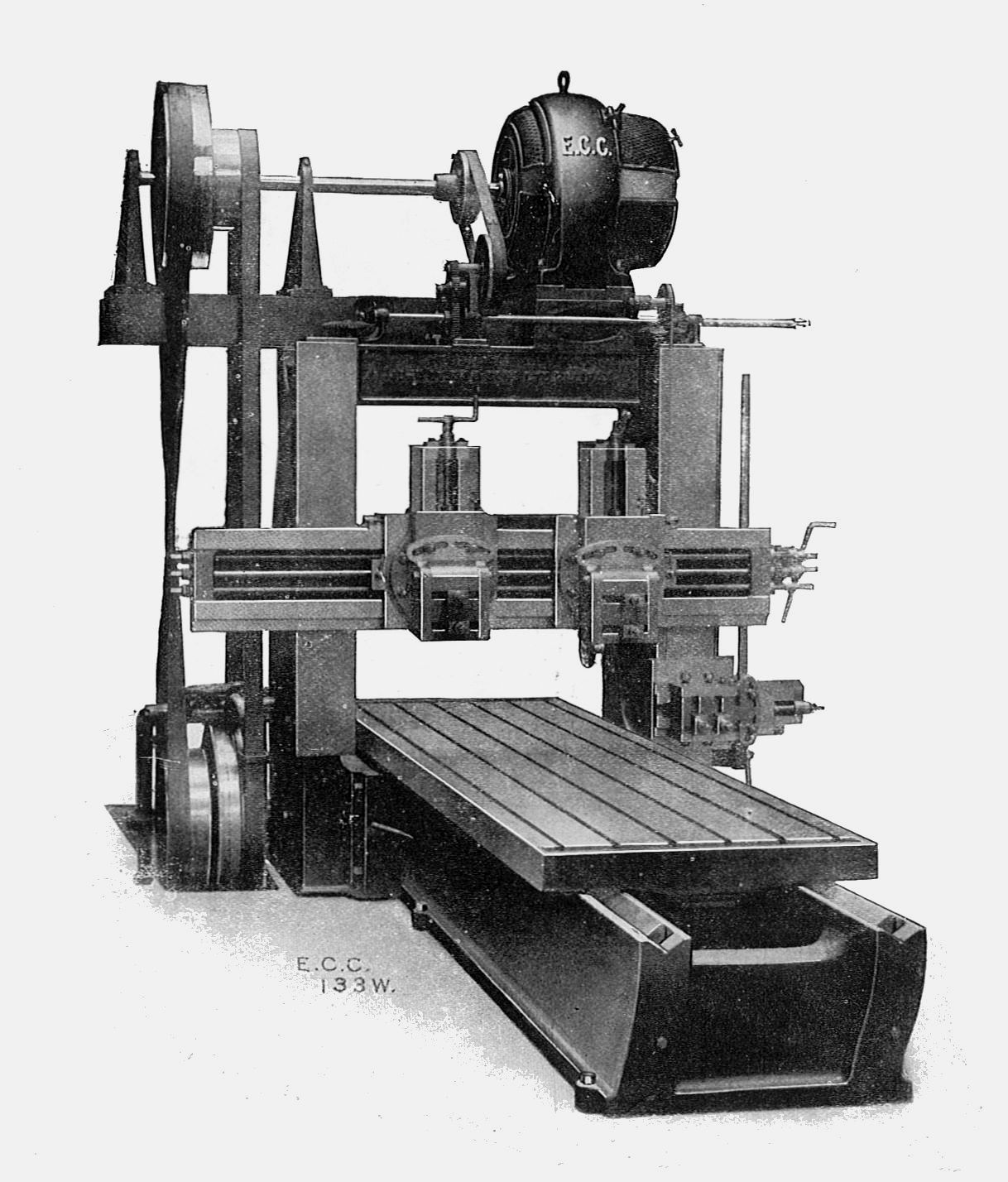
Dvoustojanová hoblovka (kolem 1920)

Hoblovka je stroj na obrábění kovů, kde hlavní pohyb (do řezu) obstarává přímočarý vratný pohyb vodorovného stolu s obrobkem. Tím se hoblovka liší od vodorovné obrážečky, kde se naopak do řezu pohybuje nůž. Hoblovky se také staví pro větší obrobky.

## Popis
Na vodorovném loži se pohybuje stůl. Nad stolem s obrobkem je příčník, po němž se posouvá jeden nebo dva suporty s noži. Podle toho, zda je nesen jedním nebo dvěma stojany, se rozlišují hoblovky jednostojanové nebo dvoustojanové (portálové). Stůl s obrobkem je poháněn hydraulicky nebo mechanicky (ozubený hřeben a pastorek), při zpětném chodu stolu se držák s nožem odklápí, aby se ostří nepoškodilo. Posuv do záběru se děje v úvrati stolu jako u obrážeček.

## Použití
Hoblovky se užívají pro hrubší obrábění velkých rovinných ploch (vodorovných, svislých i šikmých), přímočarých drážek a vedení, velkých odlitků a výkovků. atd. Výhodou hoblovek je jednodušší ostření nástroje než u frézek, nevýhodou to, že velmi hmotný stůl s obrobkem se v každém kroku musí dvakrát urychlit a opět zastavit, a také to, že při zpětném pohybu stolu se žádný materiál neubírá.
Předností hoblování je poměrně velká geometrická přesnost obráběné plochy. Běžně je dosahována rovinová přesnost 0,1 až 0,2 mm/m, u přesných hoblovek až 0,02 mm/m. Tato vyšší přesnost vyplývá už z principu, a to z absence vřeteníku, který svou nepřesností ovlivňuje podstatně výsledky frézování. Další výhodou, pokud se obrobené plochy ručně zaškrabávají, je homogenita a kvalita obrobené plochy. Pokud se plochy před zaškrabáváním ofrézují válcovou frézou nesousledně, je jejich povrch v tenké vrstvě zpevněn a zaškrabávání je velmi obtížné. Při čelním frézování bývá povrch nehomogenní a zvlněný v příčném směru.